# Mechthild av Magdeburg
Mechthild av Magdeburg, född 1217, död 1290, var en tysk begin och mystiker. Hon var högt bildad och inspirerad av Höga Visan skrev Mechthild ner sina andliga erfarenheter i verser och hymner, som tillhör de märkligaste exemplen på medeltida mystik. Hon blev aldrig kanoniserad men har sin minnesdag 19 november (hennes dödsdag).

## Utmärkelser
Asteroiden 873 Mechthild är uppkallad efter henne.

## Skrifter i svensk översättning
- Mechtild av Magdeburg; Härdelin Alf (1980). Ur Gudomens strömmande ljus. Kristna klassiker, 0347-8246 ; 4. Stockholm: Katolska bokförl. Libris 7749973. ISBN 9185530301